# Edifici a la plaça de la Vila, 13 (Martorell)
L'Edifici a la plaça de la Vila, 13 és una obra del municipi de Martorell (Baix Llobregat) inclosa en l'Inventari del Patrimoni Arquitectònic de Catalunya.

## Descripció
És un edifici entre mitgeres de planta baixa (comercial) i dos pisos. El conjunt de la façana presenta una acurada composició senyorial. Semi pilastres emmarquen tots els buits de façana, carteles ornades amb motius de filigrana (repetits en les baranes de ferro forjat); balustres ceràmiques, a la balustre. Modilló amb l'escut de les quatre províncies de Catalunya a més del de la Vila. Coronament de cornisa amb filera de dentellons.

## Història
A la planta baixa d'aquest habitatge hi va haver a partir del primer quart del s. XX, les oficines de la CAIXA, fins que en els anys quaranta es traslladaren a l'edifici actual.